# Artur Potocki
El conde Arthur Potocki (Krzeszowice, 14 de junio de 1850-íb. 26 de marzo de 1890) fue un noble austro-polaco, conocido por su relación con Estefania de Bélgica, mujer de Rodolfo, hijo y heredero de Francisco José I de Austria.

## Biografía
Fue el primogénito del conde Adam Józef Potocki (1822–1872) y su esposa la condesa Katarzyna Branicka. El matrimonio tuvo otros hijos e hijas:
- Róża Raczyńska (1849-1937), casada en primeras nupcias con Władysław Wincenty Krasińsk; y en segundas con Edward Aleksander Raczyński.
- Zofia Zamoyska (1851-1927), casada con el conde Stefan Zamoyski.
- Maria Potocka (1855-1934), casada en 1877 con Adam Sierakowski (1846-1912).
- Andrzej Kazimierz Potocki (1861-1908), gobernador de Galicia (en el Imperio austrohúngaro), casado con Krystyna Potocka.
- Anna Potocka Branicka, casada en 1864 con Ksawery Branicki (1864-1926).

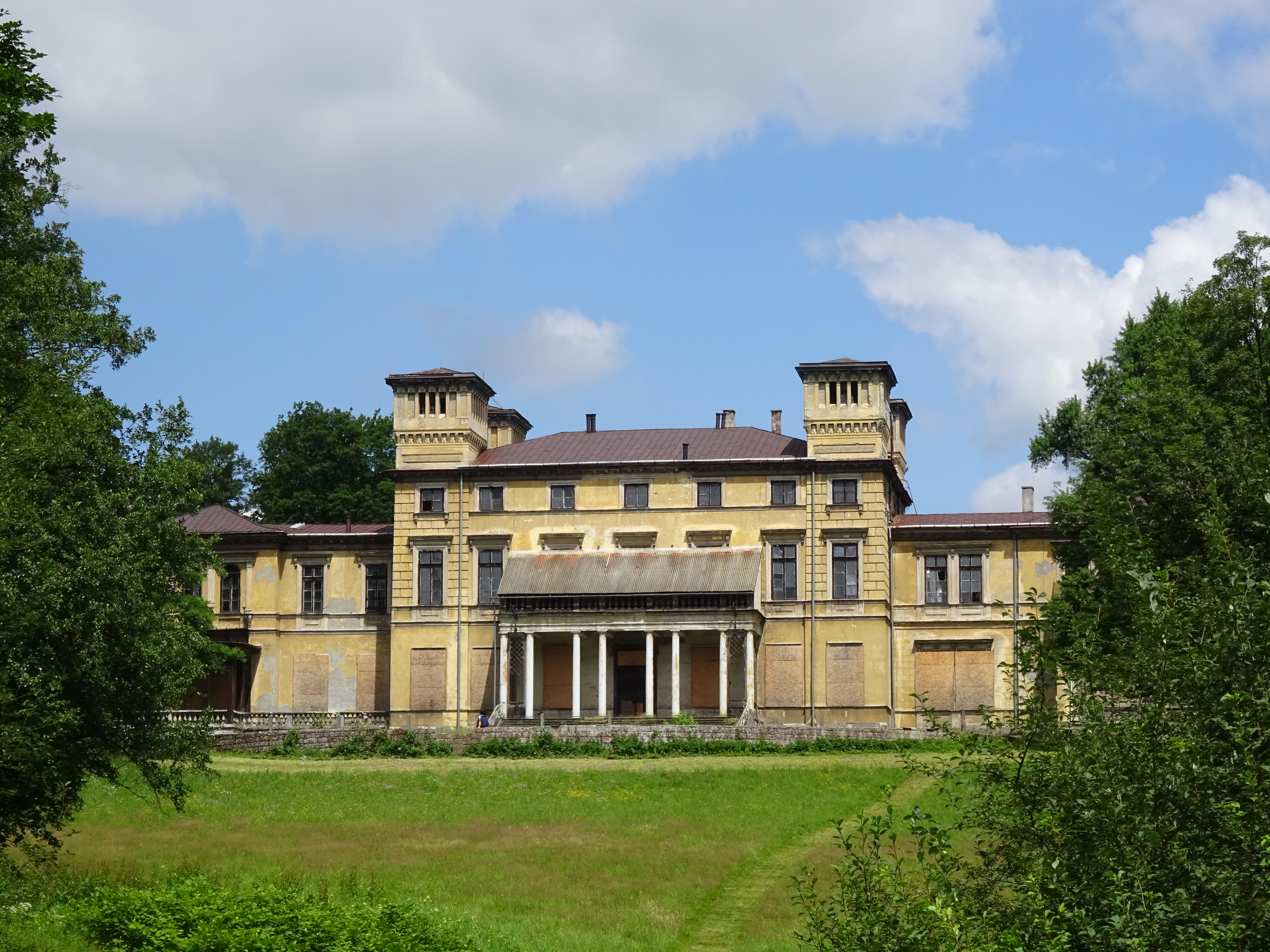
Vista de la fachada al jardín del palacio de los Potocki en Krzeszowice, conocido como palacio nuevo. Este palacio fue la residencia principal de Artur.

Su padre pertenecía a una importante familia polaca, dentro de una rama segundogénita. Este hecho se debía a que el principal señorío de su propiedad, el de Krzeszowice, se encontraba enclavado en el gran ducado de Cracovia, parte del Imperio austríaco desde 1846.
El 7 de julio de 1877 en Cracovia, contrajo matrimonio con la princesa Róża Lubomirska (1860-1881), con la que tendría dos hijas:
- Róża Potocka (1878-1931), casada en 1894 con Maciej Radziwiłł (1873-1920), con descendencia.
- Zofia Potocka (1879-1933), casada en 1897 con Zdzisław Tarnowski (1862-1937)

Enviudó en 1881. En ese mismo año había sido nombrado chambelán del Emperador de Austria.
De acuerdo con las cartas escritas por Estefanía de Bélgica, esta última se fijó en Potocki en marzo de 1888 once meses antes de la muerte de su marido Rodolfo, príncipe heredero del Imperio austrohúngaro (ocurrida en enero de 1889, bajo extrañas circunstancias en Mayerling). Estefanía se refería a Potocki en las cartas a su hermana Luisa, como Hamlet. Luisa de Bélgica estaba casada con el príncipe Felipe de Sajonia-Coburgo-Gotha y residía en Viena, siendo una de las grandes damas de la sociedad vienesa.
En marzo de 1888 Artur Potocki se encontraba enfermo de la dolencia (según Schiel, un cáncer de lengua) que le acabaría llevando a la muerte. Falleció en 1890.